# Гомотопічна група
Гомотопічні групи — інваріант топологічних просторів, одне з основних понять алгебричної топології.
Неформально кажучи, вони класифікують відображення з багатовимірних сфер в заданий топологічний простір з точністю до неперервної деформації. Незважаючи на простоту означення, гомотопічні групи дуже складні в обчисленні, навіть для сфер. Це відрізняє їх від груп гомологій, які простіше обчислюються але складніше означаються. Найпростішим окремим випадком гомотопічних груп є фундаментальна група.
Фундаментальна група була введена Анрі Пуанкаре, вищі гомотопічні групи — Вітольдом Гуревичем.
Незважаючи на простоту їх означення, обчислення конкретних груп (навіть для таких простих просторів, як багатовимірні сфери Sn) часто є дуже важким завданням, причому загальні методи були отримані тільки в середині XX століття з появою спектральних послідовностей.

## Означення
Нехай {\displaystyle X} — топологічний простір, {\displaystyle x_{0}\in X}; {\displaystyle I^{n}\subset \mathbb {R} ^{n}} — одиничний куб, тобто {\displaystyle I^{n}=\{(t_{1},t_{2},\ldots ,t_{n}):0\leqslant t_{i}\leqslant 1\}}, і {\displaystyle \partial I^{n}} — границя цього куба, тобто множина точок куба, для яких {\displaystyle t_{i}=0} або 1 для деякого {\displaystyle i}. Множина відносних гомотопічних класів {\displaystyle [f]} неперервних відображень {\displaystyle f\colon I^{n}\to X}, для яких {\displaystyle f(\partial I^{n})=x_{0}\in X} позначається {\displaystyle \pi _{n}(X,x_{0})} (причому {\displaystyle \partial I^{n}} переходить в точку {\displaystyle x_{0}} при всіх відображеннях і гомотопіях). Еквівалентно означення можна дати, як множину класів гомотопії відображень {\displaystyle f:S^{n}\to X} із n-сфери {\displaystyle S^{n}} із виділеною точкою {\displaystyle s_{0}} для яких {\displaystyle f(s_{0})=x_{0}} і всі гомотопії є відносними щодо {\displaystyle s_{0}.}
На цій множині класів гомотопії можна визначити добуток елементів:
{\displaystyle [f][g]=[f*g]},
де
{\displaystyle f*g(t_{1},t_{2},\ldots t_{n})=f(2t_{1},t_{2},\ldots t_{n})}, якщо {\displaystyle 0\leqslant t_{1}\leqslant {\frac {1}{2}}}
{\displaystyle f*g(t_{1},t_{2},\ldots t_{n})=g(2t_{1}-1,t_{2},\ldots t_{n})}, якщо {\displaystyle {\frac {1}{2}}\leqslant t_{1}\leqslant 1}
Оскільки на границі куба {\displaystyle f=g=x_{0}}, то добуток є означеним коректно. 
Еквівалентно в означенні добутку можна взяти будь-яку координату замість першої. Також еквівалентним є означення добутку на множині класів відносної гомотопії відображень {\displaystyle f:S^{n}\to X} для яких {\displaystyle f(s_{0})=x_{0},} яке є дане у статті H-простір  для асоціативних H'-просторів із оберненими елементами, тобто {\displaystyle [f][g]=\nabla (f\vee g)m.} Дійсно коло {\displaystyle S^{1}}є асоціативним H'-простором із оберненими елементами тому таким є і сфера {\displaystyle S^{2}}, оскільки редукована надбудова асоціативного H'-простору із оберненими елементами теж є таким простором, а {\displaystyle S^{2}} є гомеоморфною редукованій надбудові {\displaystyle S^{1}.} Далі оскільки кожна гіперсфера {\displaystyle S^{n}} є гомеоморфною редукованій надбудові {\displaystyle S^{n-1}} , то за індукцією всі {\displaystyle S^{n}} є асоціативними H'-просторами із оберненими елементами і для них має зміст введене означення. Усі ці означення задають єдиний добуток на множині класів відносної гомотопії.
Легко перевірити, що {\displaystyle [f*g]} залежить тільки від класу гомотопії {\displaystyle [f]} і {\displaystyle [g]}. Цей добуток задовольняє всім аксіомам групи. У випадку {\displaystyle n=1} одержується композиція замкнутих шляхів, отже, {\displaystyle \pi _{1}(X,x_{0})} є фундаментальною групою. При n > 1 {\displaystyle \pi _{n}(X,x_{0})} називаються вищими гомотопічними групами.
Окрім того часто {\displaystyle \pi _{0}(X,x_{0})} позначається множина класів гомотопії відображень {\displaystyle f\colon S^{0}\to X} тобто відображень із двохелементної множини у X. Множина {\displaystyle \pi _{0}(X,x_{0})} є рівною множині лінійних компонент зв'язності простору X. На ній загалом не існує змістовної групової структури, тому {\displaystyle \pi _{0}(X,x_{0})} не розглядається як гомотопічна група але вона має деякі спільні властивості із гомотопічними групами.
Неперервному відображенню просторів із виділеними точками {\displaystyle F\colon (X,x_{0})\to (Y,y_{0})} відповідає гомоморфізм {\displaystyle F_{*}\colon \pi _{n}(X,x_{0})\to \pi _{n}(Y,y_{0})}, причому це відповідність є функторіальною, тобто композиції неперервних відображень відповідає добуток гомоморфізмів гомотопічних груп {\displaystyle (FG)_{*}=F_{*}G_{*}}, а тотожному відображенню відповідає тотожний гомоморфізм {\displaystyle (id)_{*}=id_{*}}.
Якщо відображення {\displaystyle F} є гомотопним {\displaystyle G}, то {\displaystyle F_{*}=G_{*}}.

## Залежність від початкової точки
На відміну від гомологічних груп {\displaystyle H_{n}(X)}, у визначенні гомотопічних груп {\displaystyle \pi _{n}(X,x_{0})} важливою є виділена точка {\displaystyle x_{0}}. Нехай {\displaystyle x_{0}} і {\displaystyle x_{1}} є двома точками, що належать одній компоненті лінійної зв'язності простору {\displaystyle X} і {\displaystyle \gamma } є шляхом між цими двома точками. Тоді цей шлях породжує гомоморфізми {\displaystyle \gamma _{\#}\colon \pi _{n}(X,x_{0})\to \pi _{n}(X,x_{1})}із такими властивостями:
- Якщо два шляхи {\displaystyle \gamma } і {\displaystyle \delta } є гомотопними відносно 0 і 1, то як гомоморфізми {\displaystyle \gamma _{\#}=\delta _{\#}}
- Якщо позначити {\displaystyle i_{x_{0}}} — тотожний шлях (тобто {\displaystyle i_{x_{0}}(t)=x_{0}}, {\displaystyle 0\leqslant t\leqslant 1}) тоді {\displaystyle (i_{x_{0}})_{\#}} є тотожним гомоморфізмом
- Якщо {\displaystyle x_{2}} є ще однією точкою у тій же компоненті зв'язності і {\displaystyle \beta } є шляхом від {\displaystyle x_{1}} до {\displaystyle x_{2}}, а {\displaystyle \gamma \cdot \beta } позначає добуток шляхів (який є шляхом від {\displaystyle x_{0}} до {\displaystyle x_{2}}), то {\displaystyle (\gamma \cdot \beta )_{\#}=\beta _{\#}\circ \gamma _{\#}}
- Якщо {\displaystyle F\colon X\to Y} є неперервним відображенням просторів для якого {\displaystyle F(x_{0})=y_{0}}, {\displaystyle F(x_{1})=y_{1}} і {\displaystyle F_{*}} позначає породжені гомоморфізми гомотопічних груп у відповідних виділених точках, то {\displaystyle F_{*}\circ \gamma _{\#}=(F\circ \gamma )_{\#}\circ F_{*}}  як гомоморфізми із {\displaystyle \pi _{n}(X,x_{0})} у {\displaystyle \pi _{n}(Y,y_{0}).}

Зокрема, якщо {\displaystyle x_{0}=x_{1}} то петлі із базовою точкою {\displaystyle x_{0}} породжують автоморфізми на групах {\displaystyle \pi _{n}(X,x_{0})}, тобто {\displaystyle \pi _{1}(X,x_{0})} є групою автоморфізмів для всіх гомотопічних груп. Важливими є випадки коли всі такі автоморфізми для {\displaystyle \pi _{n}(X,x_{0})} є тотожними. Іноді простір для якого це виконується для всіх точок називається {\displaystyle n}-простим. У такому просторі всі групи {\displaystyle \pi _{n}(X,x_{0})} незалежно від виділеної точки є ізоморфними. Для лінійно зв'язаного простору умову достатньо перевірити лише для однієї виділеної точки. Окрім того для лінійно зв'язаного {\displaystyle n}-простого простору елементи групи {\displaystyle \pi _{n}(X,x_{0})} є у бієктивній відповідності із класами гомотопії (не відносно виділених точок) відображень {\displaystyle f\colon S^{n}\to X}.
Прикладами лінійно зв'язаних просторів, що є {\displaystyle n}-простими є однозв'язні простори і лінійно зв'язані H-простори (не обов'язково асоціативні чи з оберненими елементами). Відповідно для таких просторів всі гомотопічні групи для різних виділених точок є ізоморфними. 

## Властивості
- Тоді як фундаментальна група {\displaystyle \pi _{1}(X,x_{0})} в загальному випадку є неабелевою, для всіх {\displaystyle n>1} групи {\displaystyle \pi _{n}(X,x_{0})} є абелевими, тобто {\displaystyle [f][g]=[g][f]}.
- Якщо {\displaystyle p\colon ({\tilde {X}},{\tilde {x}}_{0})\to (X,x_{0})} є проєкцією із накриття простору, то породжений гомоморфізм гомотопічних груп {\displaystyle p_{*}\colon \pi _{n}({\tilde {X}},{\tilde {x}}_{0})\to \pi _{(}X,x_{0})} є ізоморфізмом для всіх {\displaystyle n\geqslant 2.}
- Для {\displaystyle n\geqslant 1} для тензорних добутків виконується рівність {\displaystyle \pi _{n}(X\times Y)\cong \pi _{n}(X)\oplus \pi _{n}(Y).}
- Для {\displaystyle n\geqslant 2} для букету просторів виконується рівність {\displaystyle \pi _{n}(X\wedge Y)\cong \pi _{n}(X)\oplus \pi _{n}(Y)\oplus \pi _{n+1}(X\times Y,X\wedge Y),} де в останньому добутку є відносна гомотопічна група.
- Теорема Гуревича: Для будь-якого лінійно зв'язаного топологічного простору X і додатного числа {\displaystyle n} існує гомоморфізм груп {\displaystyle h_{*}\colon \pi _{n}(X)\to H_{n}(X),} який для {\displaystyle n\geqslant 2} у випадку, якщо  {\displaystyle \pi _{i}(X)\cong 0,\quad 1\leq i\leq n-1} є ізоморфізмом.

## Приклади
- Для {\displaystyle 0<k<n} гомотопічні групи {\displaystyle \pi _{k}(S^{n})=0}, для {\displaystyle k=n} натомість {\displaystyle \pi _{n}(S^{n})\cong \mathbb {Z} .} Для гомотопічних груп із {\displaystyle k>n} усі {\displaystyle \pi _{k}(S^{n})} є скінченними групами за винятком груп виду {\displaystyle \pi _{4k-1}(S^{2k})} які є прямими сумами {\displaystyle \mathbb {Z} } і скінченних груп. Також для кожного числа {\displaystyle k} існує {\displaystyle n_{0}} таке, що для всіх {\displaystyle n\geqslant n_{0}} групи {\displaystyle \pi _{n+k}(S^{n})} є ізоморфними.
- Для просторів X, які мають стягуване універсальне накриття {\displaystyle \pi _{n}(X)=0} для {\displaystyle n\geqslant 2.} Наприклад для тора {\displaystyle T^{n}} (добутку n кіл) універсальним накриттям є {\displaystyle \mathbb {R} ^{n},} тож {\displaystyle \pi _{n}(T^{n})=0} для {\displaystyle n\geqslant 2.} Натомість фундаментальна група є вільною абелевою групою рангу {\displaystyle n}.

## Відносні гомотопічні групи

### Означення
Відносні гомотопічні групи визначаються для простору {\displaystyle X}, його підпростору {\displaystyle A\subset X} і виділеної точки {\displaystyle x_{0}\in A}.
Нехай {\displaystyle I^{n}\subset \mathbb {R} ^{n}} — одиничний куб ({\displaystyle I^{n}=\{(t_{1},t_{2},\ldots t_{n})\colon 0\leqslant t_{i}\leqslant 1\}}), {\displaystyle \partial I^{n}} — границя цього куба, a {\displaystyle I^{n-1}\subset \partial I^{n}} — грань куба, яка визначається рівнянням {\displaystyle t_{n}=0}.
Множина гомотопічних класів {\displaystyle [f]} неперервних відображень {\displaystyle f\colon I^{n}\to X}, для яких {\displaystyle f\colon I^{n-1}\to A} і на інших гранях {\displaystyle f\colon \partial I^{n}\setminus \operatorname {Int} (I^{n-1})\to x_{0}} позначається {\displaystyle \pi _{n}(X,A,x_{0})} (зокрема {\displaystyle I^{n-1}} переходить в {\displaystyle A}, а {\displaystyle \partial I^{n}\setminus \operatorname {Int} (I^{n-1})} в точку {\displaystyle x_{0}} при всіх відображеннях і гомотопіях).
При {\displaystyle n\geqslant 2} ця множина утворює групу — відносну гомотопічну групу порядку {\displaystyle n}. Добуток, як і вище, задається як 
{\displaystyle [f][g]=[f*g]},
де
{\displaystyle f*g(t_{1},t_{2},\ldots t_{n})=f(2t_{1},t_{2},\ldots t_{n})}, якщо {\displaystyle 0\leqslant t_{1}\leqslant {\frac {1}{2}}}
{\displaystyle f*g(t_{1},t_{2},\ldots t_{n})=g(2t_{1}-1,t_{2},\ldots t_{n})}, якщо {\displaystyle {\frac {1}{2}}\leqslant t_{1}\leqslant 1}.

При усіх гомотопіях у цих означеннях, як і вище  {\displaystyle I^{n-1}} переходить в {\displaystyle A}, а {\displaystyle \partial I^{n}\setminus \operatorname {Int} (I^{n-1})} в точку {\displaystyle x_{0}}. Еквівалентно можна дати означення із використанням усіх координат окрім {\displaystyle t_{n}.}

### Властивості
Можна дати еквівалентне означення відносних гомотопічних груп розглянувши відображення вкладення {\displaystyle i\colon A\to X} і його простір шляхів відображення {\displaystyle L_{i}.}  Цей простір є підпростором добутку {\displaystyle A\times LB,} де {\displaystyle a\times \lambda \in L_{i}} якщо {\displaystyle \lambda (0)=a}. Тут {\displaystyle LB} позначає простір шляхів простору {\displaystyle X}, тобто його елементами є неперервні відображення {\displaystyle \lambda \colon I\to B} для яких {\displaystyle \lambda (1)=x_{0}} (подібно до простору петель) із компактно-відкритою топологією. Виділеною точкою у {\displaystyle L_{i}} є {\displaystyle x_{0}\times \lambda _{0}}, де {\displaystyle \lambda _{0}} є тотожним відображенням із значенням {\displaystyle x_{0}}. Тоді {\displaystyle \pi _{n}(X,A,x_{0})=\pi _{n-1}(L_{i},(x_{0},\lambda _{0}))} тобто відносна гомотопічна група є ізоморфною звичайній гомотопічній групі відповідного простору шляхів відображення із порядком на одиницю меншим. Також можна розглянути множину {\displaystyle \pi _{1}(X,A,x_{0})=\pi _{0}(L_{i},(x_{0},\lambda _{0})),} яка загалом не буде групою.
Неперервному відображенню пар просторів із виділеними точками {\displaystyle F\colon (X,A,x_{0})\to (Y,B,y_{0})} відповідає гомоморфізм {\displaystyle F_{*}\colon \pi _{n}(X,A,x_{0})\to \pi _{n}(Y,B,y_{0})}, причому це відповідність є функторіальною, тобто композиції неперервних відображень відповідає добуток гомоморфізмів гомотопічних груп {\displaystyle (FG)_{*}=F_{*}G_{*}}, а тотожному відображенню відповідає тотожний гомоморфізм {\displaystyle (id)_{*}=id_{*}}.
Якщо відображення {\displaystyle F} є гомотопним до {\displaystyle G}, як відображення пар із виділеними точками, то {\displaystyle F_{*}=G_{*}}.
Якщо {\displaystyle n\geqslant 3} то {\displaystyle \pi _{n}(X,A,x_{0})} є абелевою групою.

### Точна гомотопічна послідовність
Вкладення {\displaystyle i\colon (A,x_{0})\to (X,x_{0})} індукує гомоморфізм {\displaystyle i_{*}\colon \pi _{n}(A,x_{0})\to \pi _{n}(X,x_{0})}, а вкладення {\displaystyle j\colon (X,x_{0})\to (X,A,x_{0})} (тут {\displaystyle (X,x_{0})} слід розуміти як {\displaystyle (X,x_{0},x_{0})}), індукує гомоморфізм {\displaystyle j_{*}\colon \pi _{n}(X,x_{0})\to \pi _{n}(X,A,x_{0})}.
Будь-який елемент {\displaystyle [f]\in \pi _{n}(X,A,x_{0})} визначається відображенням {\displaystyle f}, яке, зокрема, переводить {\displaystyle I^{n-1}} в {\displaystyle A}, причому на {\displaystyle \partial I^{n-1}} f тотожно дорівнює {\displaystyle x_{0}}, визначаючи елемент з {\displaystyle \pi _{n-1}(A,x_{0})}.
Таким чином ми отримуємо відображення {\displaystyle \partial \pi _{n}(X,A,x_{0})\to \pi _{n-1}(A,x_{0})}, яке є гомоморфізмом.
Ми маємо таку послідовність груп і гомоморфізмів:
{\displaystyle \dots ~{\longrightarrow }\pi _{n}(A,x_{0}){\stackrel {i_{*n}}{\longrightarrow }}\pi _{n}(X,x_{0}){\stackrel {j_{*n}}{\longrightarrow }}\pi _{n}(X,A,x_{0}){\stackrel {\partial _{n}}{\longrightarrow }}\pi _{n-1}(A,x_{0}){\longrightarrow }~\dots }
Ця послідовність є точною, тобто образ будь-якого гомоморфізму збігається з ядром наступного гомоморфізму.
Звідси в разі, коли {\displaystyle \pi _{n}(X,x_{0})=0} для всіх {\displaystyle n\geqslant 1}, граничний гомоморфізм {\displaystyle \partial \colon \pi _{n+1}(X,A,x_{0})\to \pi _{n}(A,x_{0})} буде ізоморфізмом.